# الرباط (الملاجم)

تعديل مصدري - تعديل

الرباط هي إحدى قرى عزلة ذى خير بمديرية الملاجم التابعة لمحافظة البيضاء، بلغ تعداد سكانها 605 نسمة حسب تعداد اليمن لعام 2004.